# Űrháború 2063
Az Űrháború 2063 (eredeti cím: Space – Above and Beyond) 1995-ben bemutatott amerikai sci-fi televíziós sorozat, melyből 24 epizód készült. Németországban 1996-ban sugározta elsőként a VOX filmcsatorna, majd később a Pro7 is. Magyarországon a TV3 mutatta be először 1998. november 19-én.

## Előzmények
A filmet 1995-ben kezdte el James Wong és Glen Morgan (21. utca, X-akták, Millenium) előkészíteni. Az Űrháború 2063 a tudományos-fantasztikumot és a háborús drámát párosítja. A filmstúdió (20th Century Fox) megtalálása után elkészítették a forgatókönyvet, majd a színészeket és a speciális effektusokat készítő céget keresték meg.

## Tartalom
Azt gondoltuk, hogy egyedül vagyunk, azt hittük az univerzum a miénk. Ameddig 2063 egyik éjjelén az egyik távoli kolóniánkra lecsaptak. Azóta háborúban állunk…. T.C: McQueen alezredes vagyok, „tank”, művi úton szuper gyorsan tenyésztett ember, a tengerészgyalogság 58-as repülőszázadnak a parancsnoka. Aduászok a nevünk. Harcolunk, ha hívnak – az űrben, a szárazföldön és a tengeren……Ezt a háborút elveszíteni többet jelent egy kudarcnál! A feladás azt jelenti, hogy soha nem tudunk hazatérni. Mindannyian tudjuk, hogy a küldetésünket teljesítenünk kell ………mindenáron.
Az emberiség békességben él, fejlődik, idegen bolygókat látogat és telepít be. Azonban a 20. századra jellemző korrupció még mindig jelen van. Az új bolygók egyike miatt kezdődött a háború. Öt fiatal, különböző helyekről, jelentkezik az Amerikai haditengerészethez, ahol a kiképzés és a bevetések során egy csapattá kovácsolódnak össze és az alezredes vezetésével harcolnak a földönkívüliek – a „tetvek” ellen.
De nem csak a tetvek az ellenségei az emberiségnek, hanem a szilikátok is. Ők korábban fizikai munkát végző robotok voltak, de kifejlődött bennük egy vírus, mely átprogramozta őket. A Földön évekig tartó háború alakult ki a mesterséges intelligenciákkal (M.I.). Ezen háború miatt tenyésztették ki a Tankokat. A Tankok génmanipulált emberek, kiket 18. életévükig tartályokban (tankokban) nevelnek. A Tankok legyőzték a szilikátokat a Földön vívott háborúban. A megmaradt szilikátok eltűntek egy űrhajóval. A háború tehát győzelemmel zárult és az emberiség magához térhetett. Néhány Tanknak azonban a háborút követően problémája akadt a társadalomba való beilleszkedéssel.
Az Űrháború 2063-ban a háború az uralkodó téma, de csak az első egy-két pillanatban. A sorozatban folyik a vér és sok az áldozat, de valójában a hűség, barátság és a megértés, más életformák elfogadása, tolerálása, és tisztelete a fő mondanivaló.

### Háború a tetvek ellen
A tetvek elleni háború a film fő cselekménye, mely a teljes sorozatot végigkíséri. A háború az első részben, a földönkívüli Vesta és Tellus kolóniák elleni támadással kezdődik. A kolóniák megtámadásának háttérben húzódó okát a nézők csak a 22. és 23. részben ismerik meg.

### Nathan West és Kylen Celina
Nathan és Kylen szerelmesek voltak egymásba és családot akartak alapítani az egyik újonnan felfedezett bolygón és az ott létesítendő kolónián. A közös indulásukat keresztülhúzta az a döntés, mely az egyikük helyére, a telepeseket szállító űrhajóba egy Tankot juttatott. Kylen így egyedül repült el, Nathan pedig önként jelentkezett az tengerészgyalogsághoz abban a reményben, hogy bevetései során meglátogathatja barátnőjét a kolónián. Útközben a Kylent szállító űrhajót megtámadták a Tetvek.

### A tankok
Mesterségesen - klónozás útján előállított - emberek, kiket 18 éves korukig egy érlelő tartályban (tankokban) nevelnek. Az ember szilikátok elleni háborújában hozták őket létre, és segítségükkel sikerült is elűzni őket a Földről. Elsődlegesen harci kiképzést kapnak.

### A szilikátok
Kiborgok - ember szabású gépek - kiket az ember számára nehezen elvégezhető feladatok elvégzésére, illetve a kolonizációs feladatok első lépésekor használtak. Egy unatkozó tudós által írt program/vírus hatására öntudatukra ébredtek és az emberiség ellen fordultak. Ekkor kezdődött az ember-szilikát háború.

### Az Aero-Tech és az Egyesült Nemzetek
A hatalmas és ellenállhatatlan Aero-Tech vállalat globális légi és űrszállítmányozó. 2015-ben kezdik meg a kolóniák kizárólagos betelepítését, hála a széles körű politikai kapcsolatainak. Az Egyesült Nemzeteknek nagyobb befolyása van, mint manapság.

### Nathan West és Neil West
Egy mellékszálon fut a cselekmény, mely a két testvér közötti viszonyt mutatja be. Neil West, Nathan öccse is önként jelentkezik a tengerészgyalogsághoz és már az első bevetésén bajba kerül.

## Szereplők
| Szerep                          | Színész           | Magyar hang         |
| ------------------------------- | ----------------- | ------------------- |
| Shane Vansen százados           | Kristen Cloke     | Román Judit         |
| Cooper Hawkes hadnagy           | Rodney Rowland    | Kálloy Molnár Péter |
| Nathan West hadnagy             | Morgan Weisser    | Dévai Balázs        |
| Paul Wang hadnagy               | Joel de la Fuente | Csőre Gábor         |
| Vanessa Damphousse hadnagy      | Lanei Chapman     | Németh Borbála      |
| Tyrus Cassius McQueen alezredes | James Morrison    | Dózsa László        |
| Commodore Glen van Ross         | Tucker Smallwood  |                     |

## Epizódok
| Sor. | Év. | Cím                                                                                           | Rendező              | Író                          | Premier                                 |
| ---- | --- | --------------------------------------------------------------------------------------------- | -------------------- | ---------------------------- | --------------------------------------- |
| 1.   | 1.  | Bevezető rész, 1. rész (Pilot, Part 1)                                                        | David Nutter         | Glen Morgan, James Wong      | 1995. szeptember 24. 1998. november 19. |
| 2.   | 2.  | Bevezető rész, 2. rész (Pilot, Part 2)                                                        | David Nutter         | Glen Morgan, James Wong      | 1995. szeptember 24. 1998. november 26. |
| 3.   | 3.  | Legtávolabb az otthontól (The Farthest Man from Home)                                         | David Nutter         | Glen Morgan, James Wong      | 1995. október 1. 1998. december 3.      |
| 4.   | 4.  | A nap sötét oldala (The Dark Side of the Sun)                                                 | Charles Martin Smith | Glen Morgan, James Wong      | 1995. október 8. 1998. december 10.     |
| 5.   | 5.  | A lázadás (Mutiny)                                                                            | Stephen Cragg        | Stephen Zito                 | 1995. október 15. 1998. december 17.    |
| 6.   | 6.  | Butts (Ray Butts)                                                                             | Charles Martin Smith | Glen Morgan, James Wong      | 1995. október 22. 1998. december 24.    |
| 7.   | 7.  | Szemek (Eyes)                                                                                 | Felix Alcala         | Glen Morgan, James Wong      | 1995. október 29. 1998. december 31.    |
| 8.   | 8.  | Az ellenség (The Enemy)                                                                       | Michael Katleman     | Marilyn Osborn               | 1995. november 5. 1999. január 7.       |
| 9.   | 9.  | Kegyetlen látogatás (Hostile Visit)                                                           | Thomas J. Wright     | Peyton Webb                  | 1995. november 17. 1999. január 14.     |
| 10.  | 10. | Választás vagy esély (Choice or Chance)                                                       | Felix Alcala         | Doc Johnson                  | 1995. november 26. 1999. január 21.     |
| 11.  | 11. | Maradj a halottakkal! (Stay With The Dead)                                                    | Thomas J. Wright     | Matt Kiene, Joe Reinkenmeyer | 1995. december 3. 1999. január 28.      |
| 12.  | 12. | Csillagok folyója (River of Stars)                                                            | Tucker Gates         | Marilyn Osborn               | 1995. december 17. 1999. február 4.     |
| 13.  | 13. | Ki felügyeli a madarakat? (Who Monitors the Birds)                                            | Winrich Kolbe        | Glen Morgan, James Wong      | 1996. január 7. 1999. február 11.       |
| 14.  | 14. | A szükséges szint (Level of Necessity)                                                        | Thomas J. Wright     | Matt Kiene, Joe Reinkenmeyer | 1996. január 14. 1999. február 18.      |
| 15.  | 15. | Soha többé (Never No More)                                                                    | James Charleston     | Glen Morgan, James Wong      | 1996. február 4. 1999. február 25.      |
| 16.  | 16. | A legmérgesebb angyal (The Angriest Angel)                                                    | Henri Safran         | Glen Morgan, James Wong      | 1996. február 11. 1999. március 4.      |
| 17.  | 17. | Játékkatonák (Toy Soldiers)                                                                   | Stephen Posey        | Marilyn Osborn               | 1996. február 18. 1999. március 11.     |
| 18.  | 18. | Drága Föld (Dear Earth)                                                                       | Winrich Kolbe        | Richard Whitley              | 1996. március 3. 1999. március 18.      |
| 19.  | 19. | Gyöngyös (Pearly)                                                                             | Charles Martin Smith | Richard Whitley              | 1996. március 24. 1999. március 25.     |
| 20.  | 20. | A kimenő (R&R)                                                                                | Thomas J. Wright     | Jule Selbo                   | 1996. április 12. 1999. április 1.      |
| 21.  | 21. | Csillagpor (Stardust)                                                                         | Jesus Trevino        | Howard Grigsby               | 1996. április 19. 1999. április 8.      |
| 22.  | 22. | Pirított cukor (Sugar Dirt)                                                                   | Thomas J. Wright     | Matt Kiene, Joe Reinkenmeyer | 1996. április 20. 1999. április 15.     |
| 23.  | 23. | És ha örök nyugalomba helyeznek bennünket… (And If They Lay Us Down To Rest)                  | Vern Gillum          | Glen Morgan, James Wong      | 1996. május 26. 1999. április 22.       |
| 24.  | 24. | …mondjátok meg anyáinknak, hogy megtettük, ami tőlünk tellett (Tell Our Moms We Did Our Best) | Thomas J. Wright     | Glen Morgan, James Wong      | 1996. június 2. 1999. április 29.       |